# Camilla Marazzi

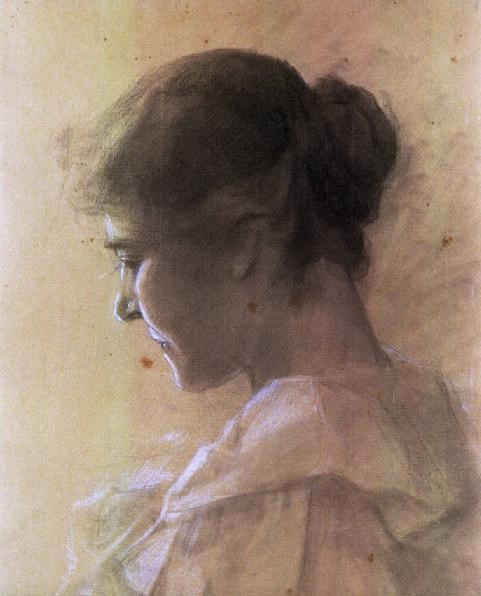
Ritratto di ragazza (Museo civico di Crema e del Cremasco)

Camilla Marazzi (Lugano, 26 aprile 1885 – Roma, ottobre 1911) è stata una pittrice italiana.

## Biografia
Camilla Marazzi nacque a Lugano nel 1885, figlia primogenita di Antonio, diplomatico, antropologo e scrittore, e nipote di Fortunato Marazzi, generale, scrittore, Deputato e Senatore del Regno, appartenenti a famiglia cremasca.
Nell'autunno 1901 la famiglia si trasferì da Crema a Roma, dove Camilla, già appassionata di pittura, cominciò a frequentare lo studio di Giuseppe Ferrari, ritrattista, di cui divenne una delle miglior allieve.
Già dal 1905 le sue condizioni di salute cominciarono a peggiorare: una diagnosi di tubercolosi, poi dimostratasi errata, e una complessa operazione chirurgica la costrinsero ad abbandonare lo studio e la pittura. Tornata a Crema, Camilla cominciò, seppur in condizioni di salute precarie, ad occuparsi del restauro della villa di famiglia a Moscazzano, di cui disegnò la grande cancellata liberty, e a frequentare il pittore Angelo Bacchetta, amico di famiglia. La malattia la segnava sempre di più, fino a quando nel 1911 decise di recarsi nuovamente a Roma per una nuova operazione chirurgica, nella speranza della guarigione. Morì sotto i ferri, a soli 26 anni.

## Produzione artistica
La morte in giovanissima età non permise a Camilla Marazzi di sviluppare appieno il suo talento; è tuttavia considerata una buona disegnatrice e una sensibile ritrattista. Le sue opere sono disegni, a carboncino o pastello, e consistono quasi tutte in ritratti, generalmente di familiari, dal gusto ottocentesco e dalla notevole efficacia psicologica. I ritratti della Marazzi, dal vago sapore simbolico, «sono visioni che la tecnica del pastello raffina in un realismo minuto, lirico, dove avviene la fusione fra i segreti della psiche e il mistero insondabile della fede».
Tre di essi sono conservati presso il Museo civico di Crema e del Cremasco. Fra essi, il Ritratto di ragazza «è un'emanazione di luce che rivela l'origine di un pensiero e di un agire tutto interiore, con lo sguardo rivolto verso il nulla dello sfondo, e il profilo del volto rapito nel contagio con l'assoluto».

## Mostre
A Camilla Marazzi è stata dedicata nel 1972 una mostra nelle sale del Museo civico di Crema e del Cremasco, dove sono state esposte circa sessanta opere.